# Rubberface
Rubberface (br: Um Debilóide sem Máscara; pt: Uma Dupla de Insucesso) é uma produção cinematográfica canadense, feita para televisão (CBS), do género comédia, lançado em 1981. Trata-se do primeiro filme da carreira do ator e comediante canadense Jim Carrey.
Originalmente intitulado Introducing... Janet (por ser focado na personagem Janet Taylor), o título do filme foi alterado para Rubberface para o lançamento em home video. No Brasil, foi lançado em VHS, nos anos 90, com o título de Um Debilóide Sem Máscara, uma referência as comédias de sucesso, Debi e Loide e O Máskara, estreladas por Carrey na época (embora este filme não seja estrelado por Carrey, nem necessariamente uma comédia).[carece de fontes?]

## Sinopse
Rubberface gira em torno de uma jovem chamada Janet Taylor (Adah Glassbourg). Um sucesso acadêmico, Janet conhece um tímido lavador de pratos chamado Tony Maroni (Jim Carrey), que sonha em se tornar comediante, e o convida para se apresentar em um clube. Maroni, no entanto, tem pouco sucesso na comédia, enquanto Janet revela-se muito mais bem-sucedida. Conforme o filme avança, os dois constroem uma bela amizade, descobrindo muito um sobre o outro, e também sobre si mesmos.

## Curiosidades
O filme, na verdade, tem como título original Introducing... Janet, por ser centrado na personagem Janet Taylor. Ele foi alterado para Rubberface (literalmente, Cara de Borracha, apelido pelo qual Jim Carrey ficou conhecido nos EUA), devido ao grande sucesso dos filmes The Mask (O Máskara) e Dumb and Dumber  (Débi & Lóide - Dois Idiotas em Apuros) protagonizados por Carrey.